# W53H
Woooケータイ W53H（うーけーたい だぶりゅーごーさんえいち）は、日立製作所（カシオ日立モバイルコミュニケーションズ）が開発した、auブランドを展開するKDDI および沖縄セルラー電話のCDMA 1X WINの携帯電話である。

## 特徴
W52Hの後継で、地上デジタル音声放送実用化試験の受信機能など一部の機能は省略されたが、メインディスプレイに有機ELを採用した。
以前のモデルより大幅に薄い14.2ミリの回転2軸型でワンセグ対応携帯である。W52HではWoooの高画質映像技術を利用した「Picture Master for Mobile」を搭載しているが、Woooケータイの愛称名はなかった。
W53Hでは正式に「Woooケータイ」の愛称名が付いている。ボディカラーは当初「ジャパンブラック」、「ノルディックホワイト」、「ユーロパープル」の3色だったが、後に「フレンチピンク」、「アラビアブラウン」の2色が追加され全5色展開となる。このうち「ユーロパープル」にはマジョーラ塗装が採用されている。
開発コストを軽減する理由で内蔵スピーカーはステレオスピーカーではなく、モノラルスピーカーを採用している。さらにカメラはオートフォーカスからパンフォーカス仕様になった（当モデル以降、W62Hまでの日立製端末のカメラはパンフォーカス仕様になっている）。
過去にauから発売されたW47T同様、赤外線ポートが端末側面に搭載されている。

## 沿革
- 2007年10月16日 KDDIより発表。
- 2007年11月29日 順次発売。
- 2007年12月17日 新色発表。
- 2008年1月18日 新色順次発売。

## 対応サービス
- au Smart Sports（アプリのダウンロードが必要）
- au LISTEN MOBILE SERVICE（ビデオクリップ対応）
- EZナビウォーク（声de入力・3D対応）
- EZ助手席ナビ
- 安心ナビ
- 災害時ナビ
- 緊急通報位置通知
- EZ FeliCa
- EZチャンネルプラス
- 赤外線通信 (IrDA)
- EZケータイアレンジ
- PCサイトビューアー
- EZアプリ (BREW)（オープンアプリプレイヤー対応）
- デコレーションメール
- 絵しゃべりメール
- ラッピングメール
- Touch Message
- SD-Video
- SD-Audio (AAC)

## CM
- この端末のTVCMには伊東美咲が出演している。CMの内容は、怪盗に扮した彼女が宝石を盗もうとしたところ、その宝石はW53Hの有機ELディスプレイに映ったものだった、というもの。ワンセグの美しさをアピールした内容となっている。

## 補足
YUIの楽曲｢Namidairo｣のビデオクリップおよび島谷ひとみの楽曲「長い間」（Kiroroのカヴァー曲）のビデオクリップにはそれぞれ、この端末が登場する。色は前者がノルディックホワイト。後者がユーロパープル。